# Jac. van Kempen

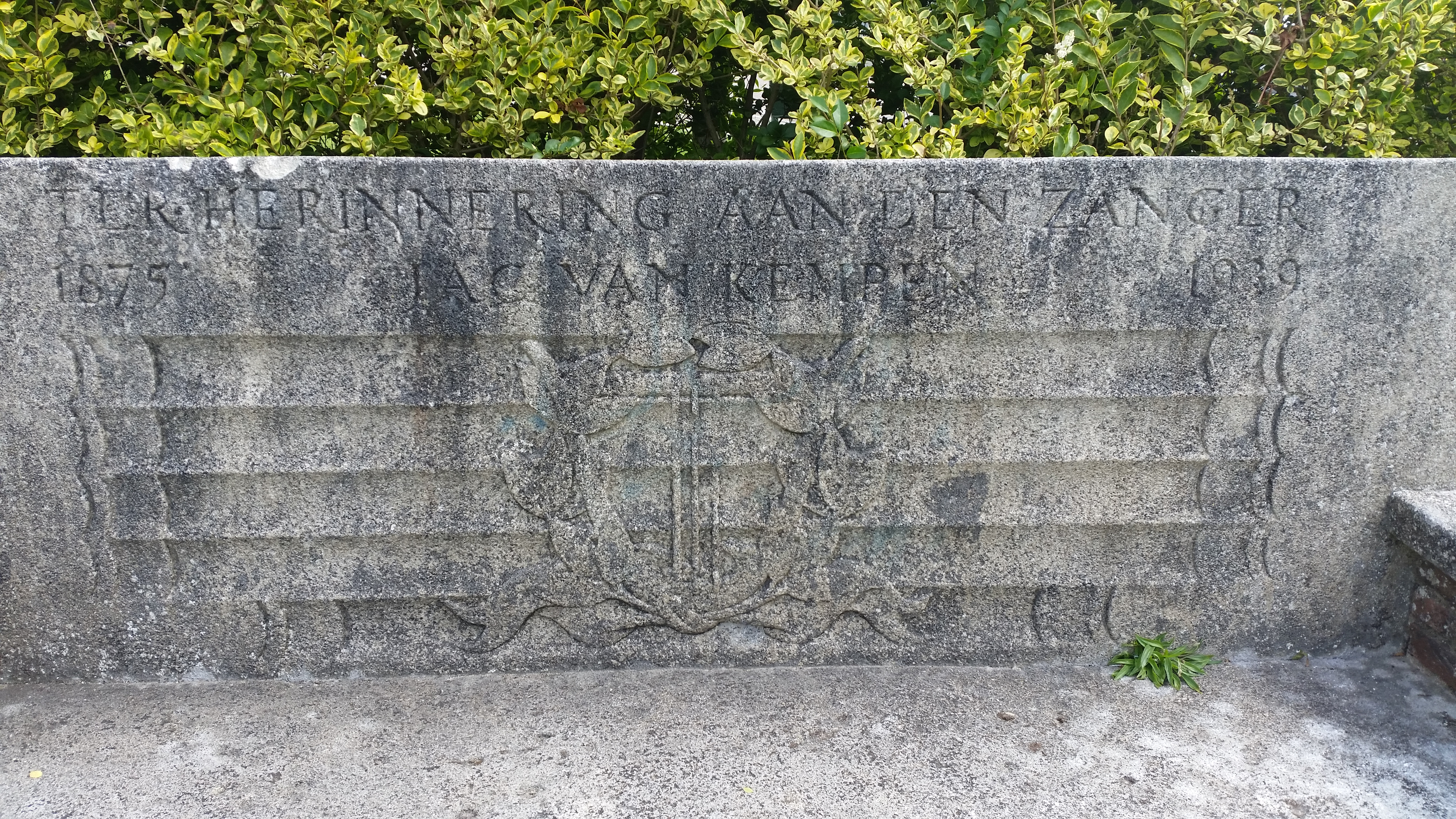
Jac. van Kempenbank (juli 2020)

Jacob Johan Sebastiaan (Jac.) van Kempen (Zierikzee,  15 oktober 1875 – Haarlem, 8 augustus 1939) was een Nederlands tenor.
Hij was zoon van koopman Willem van Kempen en Robina Johanna Ochtman. Zijn broer Carel Joseph van Kempen werd politicus. Jac. van Kempen bleef ongehuwd, woonde de laatste jaren in Bloemendaal, overleed in het Diakonessenziekenhuis in Haarlem en werd begraven op de Algemene Begraafplaats Bloemendaal.
Hij kreeg zijn muziekopleiding aan het Conservatorium van Amsterdam van Cornélie van Zanten en volgde haar naar Berlijn. Hij was gespecialiseerd in oratoriumzang. Hij werd gevraagd door diverse operahuizen in Duitsland, maar bleef lang in Nederland. Zo trad hij tijdens het seizoen minstens vijftig keer op. Daar zaten ook buitenlandse concerten tussen met het Zalsmankwartet bestaande uit Tilia Hill (sopraan), Hermine Scholten (alt), Van Kempen (tenor) en Gerard Zalsman (bariton). Ook maakte hij deel uit van de Madrigaalvereniging van Sem Dresden Hij zou ook een reeks zangers opleiden: Hans Gruys, Ans Stronk, Re Coster en Harry van Oss.
Hij zong mee in de Nederlandse première op 24 april 1928 van opera-oratorium Oedipus Rex tijdens een concert ter gelegenheid van het veertigjarig jubileum van het Concertgebouw. Een bezetting van Helene Sadoven (mezzosopraan), Louis van Tulder, Thom Denijs en Van Kempen (tenoren), Gustave Huberdeau (bas), Paul Huf (spreekstem), Koninklijke Mannenzangvereniging Apollo onder leiding van Fred. J. Roeske, Concertgebouworkest zong het onder algehele leiding van componist Igor Stravinsky, die diezelfde avond ook leiding gaf aan Petroesjka; Willem Mengelberg leidde de suite uit Stravinsky's De vuurvogel. Van Kempen zou bijna vijftig keer optreden met het Concertgebouworkest.
Zijn overlijden was landelijk nieuws. Op zijn begrafenis waren veel collegae aanwezig zoals Jo Vincent, Louis van Tulder en Marinus Adam. Hij overleed vlak nadat zijn broer, ondertekenaar van de rouwadvertentie, opnieuw benoemd was tot lid van de Tweede Kamer der Staten-Generaal.
Een jaar na zijn overlijden (oktober 1940) werd een monument ter ere van hem in de vorm van een stenen bank geplaatst in het plantsoen aan de Bloemendaalse Valckenburghlaan, uitgevoerd in de steensoort Euville marbrier. Het zou eerst bij zijn graf geplaatst worden, maar in dit zogenaamde Wildhoefplantsoen zou het beter passen.